# Fairplay (Kolorado)
Fairplay – miasto w Stanach Zjednoczonych, w stanie Kolorado, siedziba administracyjna hrabstwa Park.